# ASD Martina Calcio 1947
Associazione Sportiva Dilettantistica Martina Calcio 1947, zkráceně jen Martina je italský fotbalový klub hrající v sezóně 2024/25 ve 4. italské fotbalové lize sídlící ve městě Martina Franca v regionu Apulie.

## Změny názvu klubu
- 1947/48 – 1995/96 – AC Martina (Associazione Sportiva Martina)
- 1996/97 – 2007/08 – AC Martina 1947 (Associazione Calcio Martina 1947)
- 2008/09 – 2009/10 – Gioventù Martina (Gioventù Martina)
- 2010/11 – 2011/12 – Martina (Martina)
- 2012/13 – 2015/16 – AS Martina Franca 1947 (Associazione Sportiva Martina Franca 1947)
- 2016/17 – ASD Martina Calcio 1947 (Associazione Sportiva Dilettantistica Martina Calcio 1947)

## Získané trofeje

### Vyhrané domácí soutěže
- 4. italská liga ( 2× )

1969/70, 2001/02
- 5. italská liga ( 6× )

1948/49, 1965/66, 1974/75, 2000/01, 2011/12, 2021/22

## Účast v ligách
| Úroveň soutěže | Název soutěže (nynější název) | První hraná sezona | Poslední hraná sezona | celkem odehraných sezon |
| -------------- | ----------------------------- | ------------------ | --------------------- | ----------------------- |
| 3              | Serie C                       | 1970/71            | 2015/16               | 11                      |
| 4              | Serie D                       | 1949/50            | 2017/18               | 32                      |
| 5              | Eccellenza                    | 1952/53            | 2021/22               | 36                      |

## Trenéři

### Známí trenér v klubu
- Riccardo Carapellese (1973–1974)